# Епархия Самоа — Паго-Паго

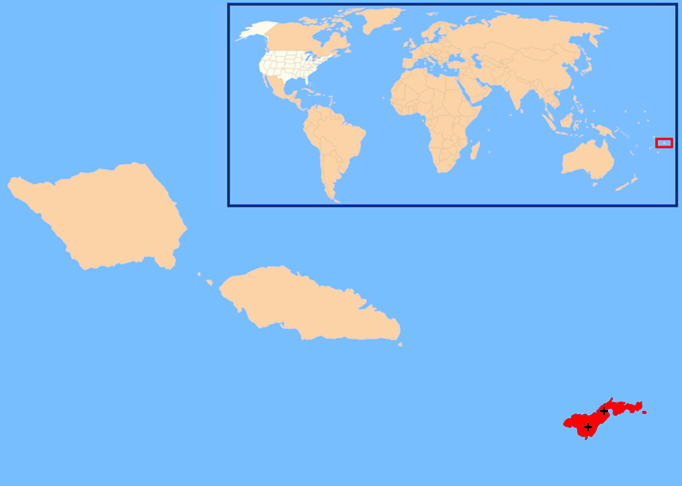
Расположение епархии Самоа — Паго-Пагоо

Епархия Самоа — Паго-Паго (лат. Dioecesis Samoa-Pagopagensis) — епархия Римско-католической церкви с центром в городе Тафуна, остров Тутуила, Американское Самоа. Епархия Самоа — Паго-Паго входит в митрополию Самоа-Апиа. Кафедральным собором епархии Самоа — Паго-Паго является собор Святого Семейства. В городе Фагатого находится сокафедральный собор святого Иосифа Труженика.

## История
10 сентября 1982 года Римский папа Иоанн Павел II издал буллу «Studiose quidem», которой учредил епархию Самоа — Паго-Паго, выделив её из епархий Самоа и Токелау (сегодня — Архиепархия Самоа-Апиа).

## Ординарии епархии
- кардинал Пий Таофинуу  (10.09.1982 — 9.06.1986), администратор епархии
- епископ John Quinn Weitzel (9.06.1986 — 31.05.2013)
- Питер Браун (назначен 31.05.2013)[2].

## Источник
- Annuario Pontificio, Libreria Editrice Vaticana, Città del Vaticano, 2003, стр. 766, ISBN 88-209-7422-3
- Bolla Studiose quidem, AAS 75 (1983) I, стр. 5  (лат.)